# Robert Fripp
Robert Fripp (ur. 16 maja 1946 w Wimborne Minster, Dorset, Anglia) – brytyjski muzyk i kompozytor, multiinstrumentalista, wirtuoz gitary. Znany przede wszystkim z wieloletnich występów w zespole rocka progresywnego King Crimson, którego był współzałożycielem. Wcześniej występował także w grupach Giles, Giles and Fripp oraz The League of Gentlemen. Od późnych lat 70. muzyk prowadzi także solową działalność artystyczną. Ponadto, w latach późniejszych tworzył w ramach krótkotrwałych projektów Sunday All Over the World, Robert Fripp String Quintet, FFWD i The League of Gentlemen, którego nazwę zaczerpnął od pierwszego półprofesjonalnego zespołu, w którym występował.
Twórca szkoły gry na gitarze "Guitar Craft", wraz ze swoimi studentami (The League of Crafty Guitarists) nagrał szereg albumów. Jest także pomysłodawcą i animatorem cyklu projektów muzycznych ProjeKcts, w którym uczestniczyli inni muzycy grupy King Crimson. 
Robert Fripp współpracował ponadto m.in. z takimi muzykami i zespołami jak: Brian Eno, Trey Gunn, Theo Travis, Toyah Willcox, David Bowie, Keith Tippett, Van der Graaf Generator, Peter Gabriel, Blondie, Talking Heads, David Sylvian, The Future Sound of London, John Paul Jones, The Stranglers oraz Porcupine Tree. W roku 2003 Robert Fripp został sklasyfikowany na 42. miejscu listy 100 najlepszych gitarzystów wszech czasów magazynu Rolling Stone. Z kolei w 2004 roku muzyk został sklasyfikowany na 75. miejscu listy 100 najlepszych gitarzystów heavymetalowych wszech czasów magazynu Guitar World.
W 1986 roku ożenił się z brytyjską wokalistką Toyah Willcox. Charakterystyczną cechą występów scenicznych Frippa jest gra na siedząco. Pomimo iż jest leworęczny, gra na gitarach dla osób praworęcznych.

## Instrumentarium
Na podstawie strony Robert Fripp's Gear:
- Revox A77 Reel to Reel 1/4" Tape Deck (Frippertronics System)
- Revox B77 Reel to Reel 1/4" Tape Deck (Frippertronics System)
- Gibson Les Paul Custom, numer seryjny # 7 8774 (1957)
- Gibson Les Paul Custom, numer seryjny # 9 0993 (1959)
- Fender Stratocaster, numer seryjny # 66956 (1961)
- Gibson J-45 Cherry Sunburst, numer seryjny # 122301 (1963)
- Fender Champ, numer seryjny # A32016 (1971-72)
- Roland G-808 Synth Guitar, numer seryjny # 1804897, "RF"
- Roland G-808 Synth Guitar, numer seryjny # A805056, "GR"
- Roland GR-300 Blue Synths
- Acoustic Ovation Model 1677
- Yamaha Acoustic Guitar (1971)
- Milner Acoustic Guitar (1930)
- Mellotron MKII
- Mellotron M400
- Chapman stick
- TC 2290s
- Korg A2
- Roland JC-120

## Filmografia
- "David Bowie: Five Years" (2013, film dokumentalny, reżyseria: Francis Whately)[17]
- "The Joy of the Guitar Riff" (2014, film dokumentalny, reżyseria: Sam Bridger)[18]

## Wybrana dyskografia
| - Fripp & Eno – (No Pussyfooting) (1973, Island Records) - Fripp & Eno – Evening Star (1975, Island Records) - Robert Fripp – Exposure (1979, E.G. Records) - Robert Fripp – God Save the Queen/Under Heavy Manners (1980, EG) - Robert Fripp – Let the Power Fall (1981, E.G.) - Robert Fripp, The League of Gentlemen – The League of Gentlemen (1981, Editions EG) - Andy Summers, Robert Fripp – I Advance Masked (1982, A&M Records) - Andy Summers, Robert Fripp – Bewitched (1984, A&M Records) - Robert Fripp, The League of Gentlemen – God Save The King (1985, Editions EG) - Toyah Willcox, Robert Fripp, The League of Crafty Guitarists – The Lady Or The Tiger? (1986, Editions EG) - Robert Fripp, The League of Crafty Guitarists – Live! (1986, Editions EG) - Robert Fripp, The League of Crafty Guitarists – Show Of Hands (1981, Editions EG) - Robert Fripp, The League of Crafty Guitarists – Live II (1991, Guitar Craft Services) - The Robert Fripp String Quintet – The Bridge Between (1993, Discipline Global Mobile) - Robert Fripp – 1999 Soundscapes Live In Argentina (1994, Discipline Global Mobile) - Robert Fripp, The League of Crafty Guitarists – Intergalactic Boogie Express - Live In Europe 1991 (1995, Discipline Global Mobile) - Cheikha Rimitti featuring Robert Fripp and Flea – Cheikha (1995, Absolute Records) - Robert Fripp – A Blessing Of Tears (1995 Soundscapes Volume Two - Live In California) (1995, Discipline Global Mobile) |  | - Robert Fripp – Radiophonics (1995 Soundscapes Volume 1 - Live In Argentina) (1996, Discipline Global Mobile) - Robert Fripp – That Which Passes (1995 Soundscapes - Live Volume 3) (1996, Discipline Global Mobile) - Robert Fripp – November Suite: Soundscapes - Live at Green Park Station 1996 (1997, Discipline Global Mobile) - Robert Fripp – The Gates of Paradise (1998, Discipline Global Mobile) - William Rieflin, Robert Fripp, Trey Gunn – The Repercussions of Angelic Behavior (1999, First World Music) - Jeffrey Fayman, Robert Fripp – A Temple in the Clouds (2000, Projekt) - Steve Roach, Jeffrey Fayman, Robert Fripp, Momodou Kah – Trance Spirits (2002, Projekt) - Fripp & Eno – The Equatorial Stars (2004, Discipline Global Mobile) - Fripp & Eno – Beyond Even (1992 - 2006) (2007, Discipline Global Mobile) - Theo Travis, Robert Fripp – Thread (2008, Panegyric) - Jakko Jakszyk, Robert Fripp, Mel Collins – A Scarcity of Miracles (A King Crimson ProjeKct) (2011, Discipline Global Mobile) - Fripp & Eno – May 28, 1975 Olympia, Paris, France (2011, Discipline Global Mobile) - Robert Fripp, Andrew Keeling, David Singleton – The Wine Of Silence (2012, Discipline Global Mobile) - David Cross, Robert Fripp – Starless Starlight (2015, Vivid Sound Corporation) - Robert Fripp – Washington Square Church (2022, Discipline Global Mobile) |